# آواتار: آخرین بادافزار
آواتار: آخرین بادافزار (به انگلیسی: Avatar: The Last Airbender) (با نام افسانه آنگ نیز شناخته می‌شود) یک مجموعهٔ تلویزیونی پویانمایی آمریکایی در سبک اکشن-ماجراجویی-فانتزی است که توسط مایکل دانته دی‌مارتینو و برایان کونیتزکو تهیه‌کنندگی شده‌است و در سه فصل میان سال‌های ۲۰۰۵ تا ۲۰۰۸ از شبکهٔ تلویزیونی نیکلودئون پخش می‌شد. داستان مجموعه در جهانی می‌گذرد که برخی از افراد می‌توانند یکی از ۴ عنصر سنتی آب، باد، خاک و آتش را با آمیختن هنرهای رزمی و قدرت‌های ماورایی کنترل یا به افزارش در بیاورند. قهرمان داستان پسری ۱۲ ساله به نام آنگ و دوستان او هستند که باید با شکست دادن فرمانروای آتش، صلح را به جهان برگردانند. این مجموعهٔ پویانمایی در فهرست بهترین نمایش‌های تلویزیونی آی‌ام‌دی‌بی جای دارد. مجموعهٔ افسانه کورا دنبالهٔ این سریال به‌شمار می‌رود. مجموعه کمیک‌ها هم دربارهٔ چند سال پس از پایان این مجموعه، منتشر شده‌است.
یک اقتباس لایو اکشن به همین نام از این سریال به تولید رسید و توسط نتفلیکس پخش شد.

## نمای کلی مجموعه

### فضای داستان
جهان این داستان به چهار بخش اصلی تقسیم شده‌است که دربرگیرندهٔ قبایل آب، پادشاهی خاک، کشور آتش و کوچ‌نشینان باد است. در این سرزمین‌ها برخی از مردم می‌توانند عنصر ملی خود را کنترل کنند و به «اَفزارِش» درآورند که به آنها «عنصر افزار» گفته می‌شود. روش نبرد هر ملت برگرفته از یک سبک رزمی شرقی است. در این میان یک نفر که آواتار نامیده می‌شود، می‌تواند هر چهار عنصر را بیافزارد و مسئول برقراری صلح و توازن میان ملت‌ها و همچنین میان جهان فیزیکی و جهان ارواح است. در هر زمان، تنها یک آواتار می‌تواند وجود داشته باشد و چنانچه بمیرد، در کالبد کسی دیگر از ملت بعدی (به ترتیب در چرخهٔ باد، آب، خاک، آتش) دوباره زاده می‌شود. نخستین فرد که نام آواتار به خود گرفت «آواتار وان» بود که با کمک راوا (نوعی روح) توانست هر چهار عنصر را بیافزارد و بزرگ‌ترین دشمنش واتو (نوعی روح خبیث) را شکست دهد و در ژرفای جنگلی زندانی کند که در فصل دوم دنبالهٔ این ، یعنی افسانه کورا به این داستان اشاره شده‌است.
پس از اینکه آواتار مشخص می‌شود، به وی عنصر خود و سه عنصر دیگر به ترتیب چرخهٔ آواتاری به همراه تربیت روحانی آموزش داده می‌شود. چون روح آواتار نمی‌میرد، هر آواتار می‌تواند با آواتارهای گذشته خود پیوند بگیرد و از اندرزها و تجربه‌های آن‌ها بهره گیرد. همچنین آواتار مجهز به «حالت آواتار» است که یک سازوکار دفاعی بوده و با کمک روح آواتار و دانش گذشتگان خود می‌تواند کارهای توان‌فرسای افزارشی یا حتی فیزیکی را به‌آسانی انجام دهد، ولی اگر در این حالت کشته شود، چرخهٔ آواتاری می‌شکند و روح آواتار نابود می‌شود و دیگر زاده نمی‌شود.
روی هم رفته، این داستان (و همچنین دنباله‌اش) بسیار از فرهنگ شرق برگرفته شده و همچنین اشاره‌های فراوانی به جُستارهای معنوی دارد (اگرچه به دین خاصی اشاره ندارد). گرچه در این سریال، تنها کار آواتار شکست یک فرمانروای ستمگر است، اما با تماشای دنبالهٔ این سریال، درخواهید یافت که می‌شود گفت که یک آواتار، به معنای کامل، برقرار کنندهٔ تعادل و ترازمندی در جهان است. میان ارواح و انسان‌ها، عناصر، خوبی و بدی و... همچنین از دید جنسیت و شخصیت، آواتارها پیوسته گوناگون و ناهماهنگ با یکدیگر پدیدار می‌شوند تا ترازمندی و تعادل برهم نخورد؛ همان‌گونه که به آسانی می‌توان ناهمسانی آنگ و کورا را درنگریست.

### قسمت‌ها
| فصل | نام | قسمت‌ها | قسمت‌ها | تاریخ اصلی روی آنتن رفتن | تاریخ اصلی روی آنتن رفتن |
| فصل | نام | قسمت‌ها | قسمت‌ها | اولین بار                | آخرین بار                |
| --- | --- | ------ | ------ | ------------------------ | ------------------------ |
| ۱   | آب  | ۲۰     | ۲۰     | ۲۱ فوریه ۲۰۰۵            | ۲ دسامبر ۲۰۰۵            |
| ۲   | خاک | ۲۰     | ۲۰     | ۱۷ مارس ۲۰۰۶             | ۱ دسامبر ۲۰۰۶            |
| ۳   | آتش | ۲۱     | ۲۱     | ۲۱ سپتامبر ۲۰۰۷          | ۱۹ ژوئیه ۲۰۰۸            |

## شخصیت‌ها
اُزای (انگلیسی: Ozai، همچنین با نام پادشاه آتش اوزای یا پادشاه ققنوس نیز شناخته می‌شود) یک شخصیت داستانی و هماورد اصلی در مجموعهٔ پویانمایی آواتار: آخرین بادافزار نیکلودئون است. اگرچه او اندک در صحنه نمایش داده می‌شود و نه پیاپی، ولی با این همه، شخصیت بسیار برجسته‌ای در مجموعه است زیرا او پدر آزولا و زوکو است. او همچنین برادر کوچکتر آیرو است و هماورد قهرمان اصلی سریال، آواتار آنگ است که باید جلوی اوزای را بگیرد تا ترازمندی را به جهان برگرداند. او همچنین نوهٔ فرمانروای آتش سوزِن است. وی همچنین عضو انجمن پنجم است. صداپیشگی او بر دوش مارک همیل بود و دنیل دای کیم در مجموعهٔ لایو اکشن نتفلیکس نقش او را بازی خواهد کرد.